# Sebastiana de Melo Freire
Sebastiana de Melo Freire (Mogi das Cruzes, 21 de janeiro de 1887 - São Paulo, 4 de setembro de 1961), mais conhecida como Dona Yáyá (ou Dona Iáiá), foi uma senhora da alta sociedade brasileira, membro de uma das mais importantes famílias do interior paulista. Teve uma vida marcada por tragédias. Com a morte de seus pais e irmãos, herdou a fortuna da família, mas logo sucumbiu a uma doença mental que a impediu de administrar ou usufruir de seus bens, tendo sido mantida reclusa em sua residência no bairro paulistano do Bixiga, da juventude até seu falecimento aos 74 anos. Sem filhos ou parentes próximos, teve sua herança considerada vacante e todos os seus bens foram transferidos à Universidade de São Paulo.

## Biografia
Filha de Josefina Augusta de Almeida Melo e Manuel de Almeida Melo Freire, empresário, fazendeiro, e político de relevo no Estado de São Paulo, Iaiá passa os primeiros anos de sua vida em Mogi das Cruzes. Uma série de tragédias marca desde cedo a sua vida. Uma de suas irmãs morre asfixiada aos três anos de idade. Pouco tempo depois, outra irmã falece em consequência de uma infecção por tétano, aos treze anos. Em 1899, morre sua mãe e, dois dias depois, seu pai. Órfã, passa a ser tutorada, junto com Manuel de Almeida Melo Freire Júnior, agora, seu único irmão, por Albuquerque Lins, que futuramente exerceria o cargo de presidente do estado de São Paulo.
Já na capital paulista, Iaiá frequenta o Colégio Sion, enquanto seu irmão ingressa na Faculdade de Direito do Largo São Francisco. Em 1905, nova tragédia: Manuel, desde cedo diagnosticado como portador de uma doença mental, atira-se ao mar durante uma viagem a bordo de um navio com destino a Buenos Aires. Com sua morte, Iaiá torna-se a única sobrevivente dos Melo Freire e herdeira de uma vasta fortuna. Pôde por pouco tempo usufruir de seus bens. Residiu em um palacete na Rua Sete de Abril, no centro de São Paulo, onde recebia seus amigos, promovia saraus e mantinha um estúdio completo de fotografia, um de seus principais interesses. Relata-se que rejeitava todos os seus pretendentes, por considerá-los interesseiros, e que teria mantido uma afeição não correspondida pelo aviador Edu Chaves.
Já em 1918, manifestam-se os primeiros sintomas de sua doença mental, ao que se segue uma tentativa de suicídio, no ano seguinte. Iaiá é internada em um sanatório, interditada. Sua residência na Sete de Abril era considerada inadequada para isolá-la. Assim, em 1925, seus curadores adquirem um vasto casarão no bairro do Bixiga, à época convenientemente afastado do centro da cidade. Paralelamente, ocorriam disputas judiciais pelo direito da curatela e pela guarda dos bens da enferma, alimentando variadas acusações, escândalos e boatos, cobertos pela imprensa da época.
Embora contando com os recursos financeiros necessários ao seu tratamento, e mesmo submetida aos cuidados de alguns dos maiores especialistas do período, como Juliano Moreira e Franco da Rocha, pioneiros da psiquiatria brasileira, a doença de Iaiá progride continuamente. Trata-se da enfermidade classificada pela psiquiatria moderna como psicose esquizofrênica. Em seus acessos, "batia-se contra as paredes, feria-se com objetos e farpas, dizia impropérios, proclamava-se partidárias dos aliados na Primeira Grande Guerra, repetia continuadamente 'eu sou católica, apostólica romana', rasgava roupas, chorava, cantava, queixava-se de ser ameaçada de morte e de violações, pedia o filho que julgava ter tido, imaginava amamentá-lo e embalá-lo".
Iaiá permaneceria isolada em seu casarão no Bixiga por 36 anos. O imóvel foi inteiro adaptado para o seu tratamento, da adaptação dos equipamentos dos banheiros à instalação de janelas inquebráveis, que só abriam do lado de fora. Além dela, ocupavam o casarão sua amiga Eliza Grant, seu enfermeiro, uma prima e os criados. A última reforma ocorreu em 1952, quando se construiu o solário, onde a enferma ficava ao ar livre. Dona Iaiá faleceu em 1961, no Hospital São Camilo.

## Legado
Sem herdeiros, a fortuna de Dona Iaiá foi considerada vacante, passando à propriedade da Universidade de São Paulo. O patrimônio deixado compreendia o casarão do Bixiga, hoje chamado Casa de Dona Iaiá, sede do Centro de Preservação Cultural da universidade, 27 casas na rua do Hipódromo, 8 na rua Piratininga, 6 na Visconde do Parnaíba, um edifício na rua que leva o nome de sua família, Melo Freire, outro na Rua Augusta, parte do edifício Veneza, alguns imóveis no centro de Mogi das Cruzes, e uma chácara de 36 alqueires que deu lugar ao Centro Cívico da cidade, Prefeitura, Câmara, INSS, Tiro de Guerra, universidades, shopping center, a própria Estação Estudantes, terrenos, ruas, praças, comércios, residenciais, entre outros bens em cidades próximas.
O patrimônio foi definitivamente incorporado à USP em 14 de janeiro de 1968. Na ocasião, o reitor da universidade, Hélio Lourenço de Oliveira, se comprometia a "prestar modesta homenagem à memória da falecida, cujo sacrifício favoreceu a mocidade estudantil desprovida de recursos que demanda os diversos cursos universitários", acrescentando que  "A USP cuidará do patrimônio com a responsabilidade que lhe cabe e fará com que ele sirva aos estudantes tanto quanto não pôde servir à desditosa interdita".
Encontra-se sepultada no Cemitério da Consolação.